# Рошаль, Леонид Борисович
Леони́д Бори́сович Роша́ль (3 января 1936, Киев, УССР — 10 февраля 2010, Тула, Россия) — советский и российский инженер-конструктор. Заместитель главного конструктора ОАО «Конструкторское бюро приборостроения» (по 2009 год).

## Биография
Родился Леонид Борисович Рошаль в семье военного.
В 1953—1959 годах проходил обучение в Ленинградском институте точной механики и оптики.
В 1959—1960 годах работал на предприятии «Почтовый ящик 7» Подольского района Московской области.
В 1960—2009 годах работал в ОАО «Конструкторское бюро приборостроения».
Одновременно с этим:
В 1987 году участвует в строительстве Тульского биологического стационара для ликвидации геморрагической лихорадки с почечным синдромом.
В 2005 году участвует в строительстве центра для лечения детей с болезнями печени.
Умер 10 февраля 2010 года. Похоронен в Туле.

## Заслуги
- Является одним из авторов создания противотанкового комплекса управляемого вооружения «Кастет», инициатором разработки лазерных хирургических аппаратов «Ланцет-1» и «Ланцет-2», лауреатом Государственной премии СССР (1983), премии Совета Министров СССР ([1989), премии им. С. И. Мосина (1986), кавалером ордена Почёта (1997)[1], лауреатом Всероссийского и регионального конкурса «Инженер года» (2003), обладателем Почётного звания «Заслуженный ветеран труда Конструкторского бюро приборостроения» (1990).
- Является автором/соавтором около 100 изобретений.